# Wybory parlamentarne w Mongolii w 2008 roku
Wybory parlamentarne w Mongolii w 2008 roku – piąte wolne wybory do Wielkiego Churału Państwowego. Odbyły się 29 czerwca 2008. Do urn wyborczych udało się 1 139 984 (74,31%) osób uprawnionych do głosowania. Wybory, po raz trzeci z rzędu, zakończyły się zwycięstwem rządzącej Mongolskiej Partii Ludowo-Rewolucyjnej. Obecny Wielki Churał Państwowy pochodzi z tych wyborów.
| Partia                                  | Liczba głosów | % głosów | Mandaty |
| --------------------------------------- | ------------- | -------- | ------- |
| Mongolska Partia Ludowo-Rewolucyjna     | 914 037       | ?        | 45      |
| Partia Demokratyczna                    | 701 641       | ?        | 28      |
| Republikańska Partia Obywatelskiej Woli | 34 319        | ?        | 1       |
| Partia Zielonych                        | 24 806        | ?        | 1       |
| Niezależni                              | 60 320        | ?        | 1       |
| Suma                                    | 1 735 123     | 74,31%   | 76      |

Wybrano 73 mężczyzn i 3 kobiety. Jest to najniższy współczynnik feminizacji Wielkiego Churału Państwowego w historii wolnych wyborów do tego zgromadzenia (takie same proporcje płci wyłoniły się z pierwszych demokratycznych wyborów w 1992).